# Будапештский метрополитен
Будапе́штский метрополите́н (венг. Budapesti metró) — рельсовая внеуличная система  городского общественного транспорта Будапешта. Первый метрополитен в мире на электрической тяге. Транспортная система Будапештского метрополитена является одной из старейших подземных транспортных систем Европы. Открыт 3 мая 1896 года. Является единственным метрополитеном в Венгрии.
Состоит из четырёх линий общей протяжённостью 39,4 километра и 52 станций. В рабочий день Будапештский метрополитен перевозит в среднем 1 200 000 пассажиров.

## История
Будапештская подземка (венг. Földalatti) — вторая на европейском континенте, перед ней идёт Лондонское метро, открытое в 1863 году, и первая в мире с поездами на электрической тяге.
В конце XIX века Будапешт имел важное значение и являлся одним из крупнейших городов двуединой Австро-Венгерской империи, известный как столица Транслейтании. Растущее население города требовало как расширения существующих транспортных линий и пересадочных узлов, так и строительства новых. Ещё в 1870 году Национальная ассамблея Венгрии приняла принципиальное решение о строительстве метрополитена в столице.
К торжествам по поводу тысячелетия обретения венграми Родины в 1896 году планировалось полностью завершить реконструкцию Проспекта Андраши по проекту Миклоша Ибля, а под проезжей частью открытым способом построить электрический столичный метрополитен. Проект предусматривал снос более двухсот домов и замену их новыми, выполненными в псевдоисторическом стиле, а реализация проекта заняла в среднем сорок лет. К 1885 году новый проспект в Пеште стал одной из самых помпезных улиц Европы.
Строительство подземной железной дороги начали в 1894 году две будапештские транспортные компании: «Budapesti Villamos Városi Vasút» (BVVV) и «Budapesti Közúti Vaspálya Társaság» (BKVT, директор Мор Балаж) по проекту немецкой компании Siemens & Halske в центре города. Одновременно на строительстве подземки трудилось до 20 000 человек ежедневно.
Линия была торжественно открыта 3 мая 1896 года, как и планировалось, к торжествам по поводу 1000-летия обретения Родины. Открытие первого в мире подземного метрополитена на электрической тяге было столь значительным событием, что Император Франц Иосиф I посетил столицу Венгрии и принял участие в торжествах на Проспекте Андраши. А его визит в свою очередь был столь важным событием, что метро одно время называлось «Электрической подземной дорогой Франца Иосифа».
В межвоенный период, вплоть до начала Второй мировой войны муниципалитет города и перевозчики постоянно модернизировали подвижной состав, незначительно улучшая интерьер станций и инфраструктуру.
В 1923 году Будапештская подземная общественная транспортная компания (BSzKt), которая была основана в результате слияния конкурирующих предприятий, вступила во владение и приступила к реконструкции. Между 1924 и 1930 годами были заменены участки повреждённой рельсошпальной решётки. В результате реконструкции подстанции и замены электродвигателей с цепями управления метровагонов был осуществлён переход на рабочее напряжение 550 вольт постоянного тока (ранее подавалось напряжение 350 вольт), что позволило увеличить мощность и скорость вагонов.
После окончания Второй мировой войны остро встал вопрос о расширении метрополитена в Будапеште. В 1950 году началось строительство второй линии с участием специалистов из СССР и по советским образцам и стандартам. Из-за венгерского восстания 1956 года работы по строительству были приостановлены, линия была открыта лишь 4 апреля 1970 года.
В 1976 году была запущена в эксплуатацию третья линия. После распада социалистического лагеря и СЭВ развитие метро в Будапеште вновь приостановилось.
28 марта 2014 года был открыт первый участок четвёртой линии в Буду из 10 станций, включая две новые пересадочные станции. В отдалённых планах продление этой линии, а также строительство пятой.
В 2015 году подмосковное предприятие «Метровагонмаш», выиграв конкурс, приступило к модернизации и капитальному ремонту подвижного состава, обслуживающего линию М3 с продлением срока службы вагонов на 30 лет. Традиционно на этой линии работали метровагоны советского производства Ев и 81-717.2/714.2, что обусловило более выгодную цену сделки.
Контракт был подписан после того, как 8 июля 2015 года ОАО «Метровагонмаш» был объявлен победителем тендера. В конкурсе участвовали компании из Франции (Alstom Transport SA), Испании (Construcciones y Auxiliar de Ferrocarriles S.A. (CAF)), Чехии (Škoda Transportation a.s.), Эстонии (Skinest Rail a.s.), а также из Румынии и Венгрии.
Глубокая модернизация старых вагонов типа Ев3, 81-717.2/714.2 и 81-717.2М/714.2М в тип 81-717.2К/81-714.2К основана на модификации 81-717.6/714.6 с применением более современного оборудования и материалов отделки пассажирского салона кузова. В ходе модернизации вагоны получают новую удлинённую лобовую часть, интерьер кабины и салонов, электрооборудование и современные системы управления и принудительную вентиляцию. По новым стандартам все вагоны для линии М3 окрашиваются в молочно-белый цвет с чёрной полосой на уровне окон. Общая стоимость контракта — более 220 млн €..

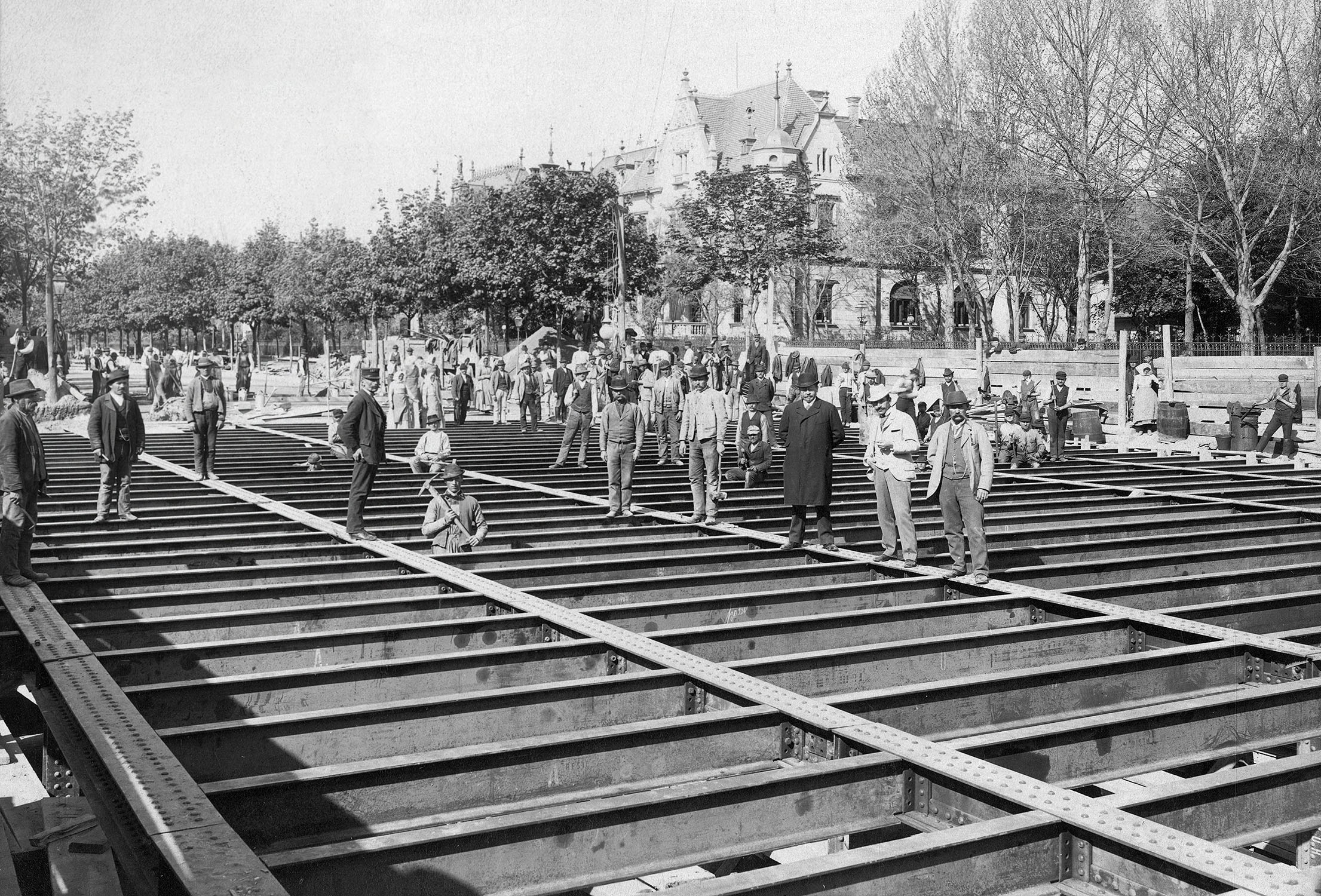
Монтаж перекрытий проезжей части после укладки пути для метровагонов. Будапешт, 1896 г.
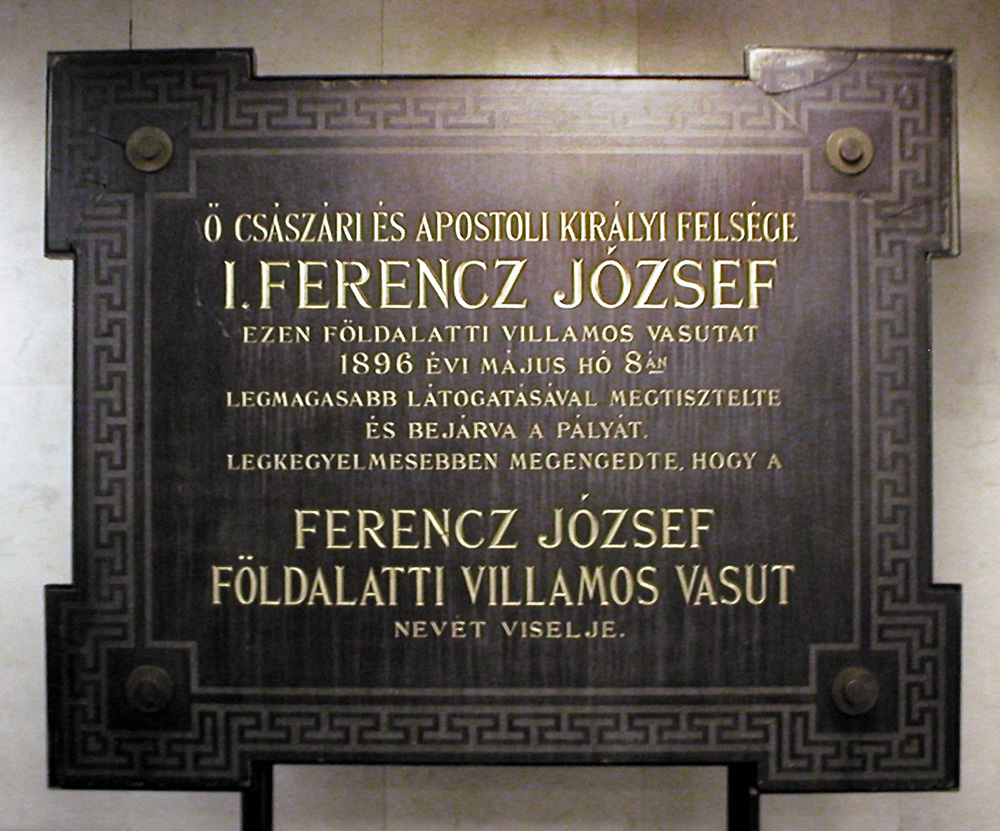
Мемориальная доска в музее Фёльдалатти на станции Deák Ferenc tér в Будапеште.
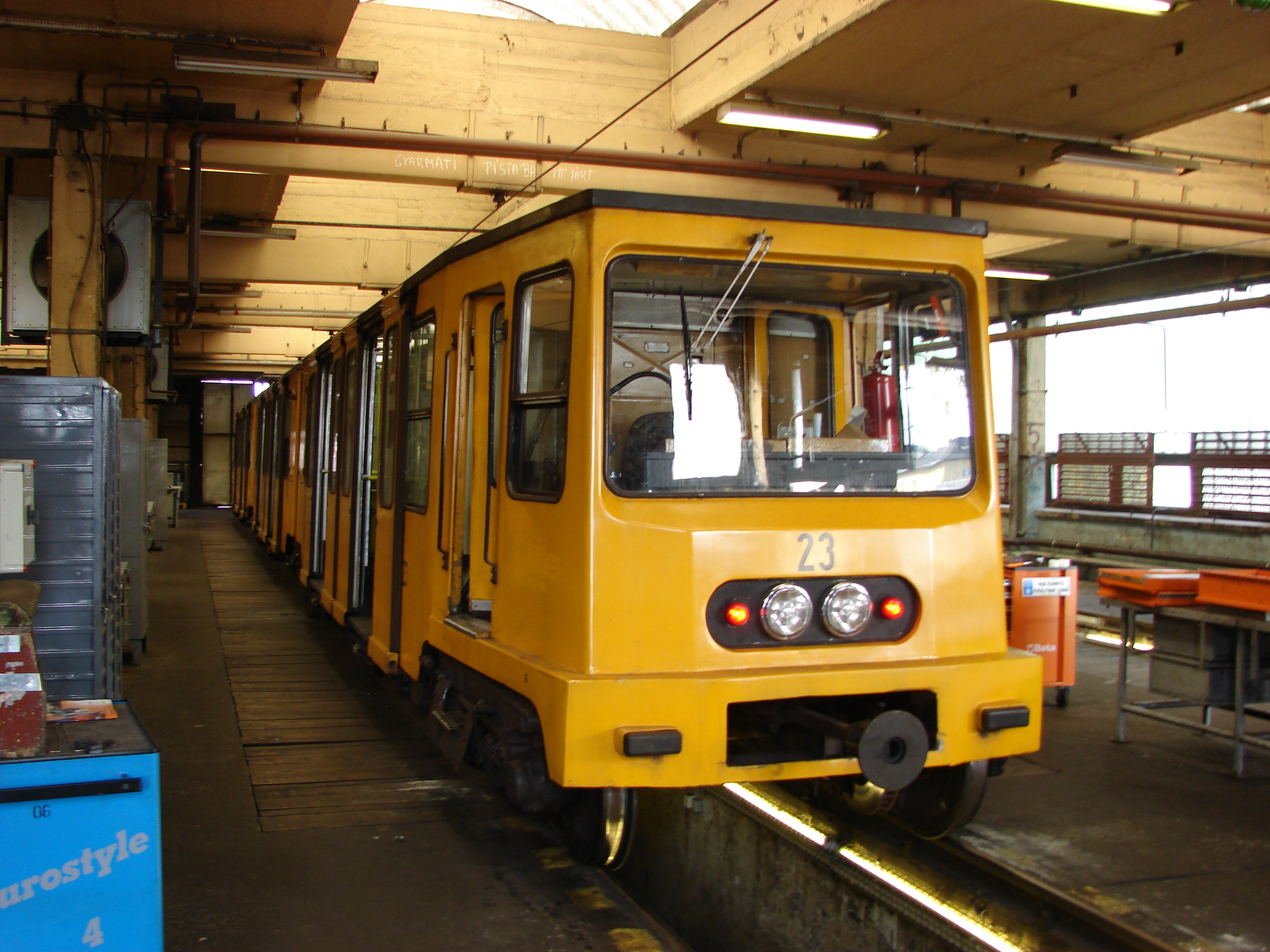
Сборка метропоезда Ganz-MAVAG для линии М1 в депо Mexikói út. 2009 г.
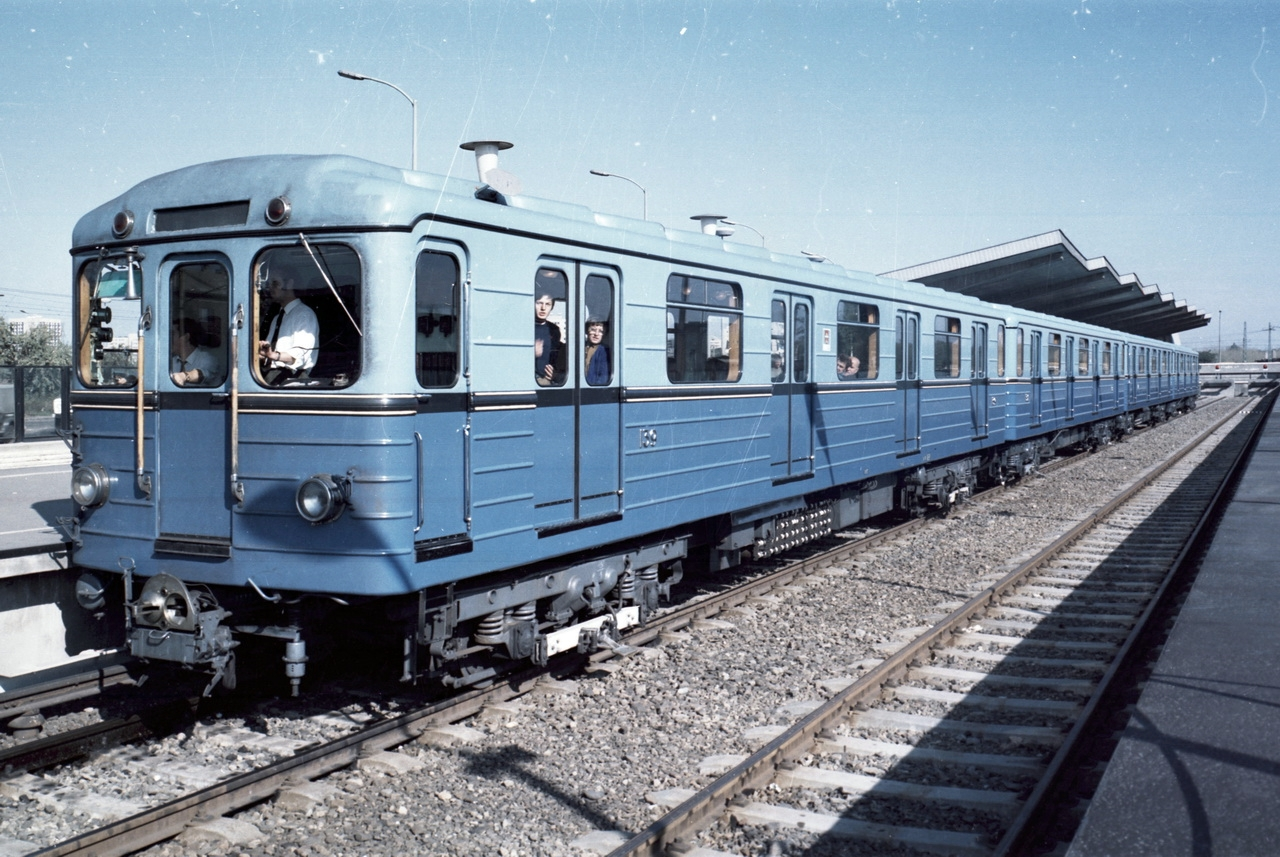
Вагоны метро типа Ев в Будапеште. 1973 г.

## Линии метро
Будапештское метро традиционно делят на две большие зоны: это «Метрополитен тысячелетия» , открытый в 1896 году, и линии более поздней постройки .
На линии M1 питание электродвигателей моторных вагонов осуществляется через контактные провода и верхний токоприёмник как у трамвая (контактная сеть) напряжением постоянного тока 550 вольт. На остальных трёх линиях напряжение подаётся к метросоставу через наземный контактный рельс постоянного тока напряжением 825 вольт. Также эти линии различаются глубиной заложения станций, общей архитектурной концепцией и инженерными решениями, материалами отделки, подвижным составом, системами оповещения и сигнализации.

### Действующие
Транспортная система метро Будапешта состоит из четырёх линий общей протяженностью 39,4 км и 52 станций, три из которых находятся над землёй. Метрополитен открыт для пассажиров с 04:30 до 23:45 по будням, а по выходным — с 04:30 до 00:30.
| Линия     | Маршрут                                    | Год открытия | Год открытия последней станции | Длина   | Количество станций | Среднее расстояние между станциями | Время в пути (вся линия) |
| --------- | ------------------------------------------ | ------------ | ------------------------------ | ------- | ------------------ | ---------------------------------- | ------------------------ |
|           | Vörösmarty tér ↔ Mexikói út                | 1896         | 1973                           | 4,4 км  | 11                 | 400 м                              | 11 мин                   |
|           | Déli pályaudvar ↔ Örs vezér tere           | 1970         | 1972                           | 10,3 км | 11                 | 936 м                              | 18 мин                   |
|           | Újpest-központ ↔ Kőbánya-Kispest           | 1976         | 1990                           | 17,3 км | 20                 | 865 м                              | 32 мин                   |
|           | Kelenföld vasútállomás ↔ Keleti pályaudvar | 2014         | 2014                           | 7,4 км  | 10                 | 740 м                              | 13 мин                   |
| 5,6,7,8,9 | HÉV                                        | HÉV          | HÉV                            | 39,4 км | 52                 | ~ 758 м                            |                          |

Практически все станции глубокого заложения линий М2, М3 и М4 оснащены эскалаторами, лифты есть только на недавно отремонтированных терминалах.
Эскалаторы, большинство из которых советского производства, как и в московском метро, переключаются по мере необходимости на подъём или спуск.
В последнее время выдвигалось несколько проектов модернизации и расширения существующей сети метро в городе. Организация «Varosi és Elővárosi Közlekedési Egyesület» (Ассоциация городского и пригородного общественного транспорта) представила программу объединения линии M2 с пригородной железной дорогой (HEV). Муниципалитет не утвердил план в его нынешнем виде, но, возможно, это предложение будет реализовано в 2020-х годах. Также предлагалось продлить линию M3 на север до пригорода Káposztásmegyer и на юг до международного аэропорта. Программа расширения М3 до аэропорта утратила свою актуальность, поскольку в планах — реализация более масштабных самостоятельных проектов.
Подробнее см.: Линия M1, Линия M2, Линия M3, Линия M4

### Перспективные
Впервые о необходимости создания линии метро, которая бы связала Юг и Север столицы, заговорили ещё в начале 1970-х годов. Существует подробный утверждённый проект строительства линии , основной задачей которой является обслуживание северного и южного пассажиропотоков станций пригородных поездов столицы. Ожидается, что линия пройдет вдоль двух берегов реки Дунай и пересечёт её в центре, в районе острова Маргит (венг. Margit-sziget).
Согласно проекту, М5 должна пересекать все другие линии метро и иметь станции пересадки: с линией М1 на площади Oktogon, с линией М2 на станции Astoria и линиями М3 и М4 на Kálvin tér. Правительство Венгрии планировало получить средства на строительство новой линии, в том числе, за счёт программ финансирования инфраструктурных проектов ЕС. В 2005 году муниципалитет города выделил 100 000 000 форинтов на разработку проекта, однако точных дат начала строительства и сдачи линии в эксплуатацию не называлось.
14 апреля 2021 года началось разведывательное бурение на площади Кальвина.

### Метрополитен как часть общей транспортной системы Будапешта
Метрополитен Будапешта связан с другими видами транспорта и является неотъемлемой частью сложной пассажирской транспортной сети венгерской столицы. Четыре основных железнодорожных терминала города (вокзалы Будапешт-Келети, Будапешт-Дели и Будапешт-Ньюгати, а также железнодорожная станция Будапешт-Келенфёльд) соединены между собой линиями метро, что позволяет добраться практически из любой части города до всех частей Венгрии и Европы по железной дороге.
Железнодорожные платформы в районах Уйпешт и Кёбанья также связаны между собой линией метро. Метрополитен грамотно интегрирован с системой наземных поездов  HÉV. Станции «Эрш везер тере» «Batthyány tér» и «Келенфёльд вашуталломаш» интегрированы с платформами, с которых пригородные поезда следуют в западном, восточном и северном направлениях. Многоразовые билеты и абонементы, приобретённые в метро, можно использовать для поездок и на поездах HÉV.
Интеграция будапештского метрополитена не ограничивается только лишь железнодорожным транспортом, большинство остановок автобусов, троллейбусов и трамваев в Будапеште расположено в шаговой доступности от выходов со станций метро. График движения наземного общественного транспорта тесно увязан с графиками и интервалами метрополитена. Пассажирам предлагаются многочисленные скидки и дисконты, действующие на всех видах транспорта венгерской столицы при приобретении абонементов и «City card» на 24, 48, 72 часа и пр.
В историческом центре города расположен крупный пересадочный узел метро между линиями M1, M2 и M3, — станция «Деак Ференц тер». На линии M4, открытой в марте 2014 года, находятся ещё две станции, где возможно пересесть на линии М2 и М3 — «Келети пайаудвар» и «Кальвин тер».
| Транспортно-туристическая схема исторического центра Будапешта на основе линии (Vörösmarty tér — Mexikói út) |                                          |                  |                                                      | |
| Время (минуты) ↓                                                                                             | Станция                                  | Время (минуты) ↑ | Транспорт                                            | Достопримечательности |
| 0 | Вёрёшмарти тер (Vörösmarty tér)          | 11               | 2, 2B, 23 15                                         | Pesti Vigadó, Gerbeaud-ház, Váci utca, Pesti Színház (Пештский театр)                                                                             |
| 1 | Деак Ференц тер (Deák Ferenc tér)        | 10               | 47, 48, 49 72 9, 16, 100E1, 105, 178, 210, 210B, 216 | Мэрия), Deák téri evangélikus templom, Anker-palota, Иштван-театр, Музей Фёльдалатти                                                              |
| 2 | Байчи-Жилински ут (Bajcsy-Zsilinszky út) | 9                | 9, 105, 210, 210B 72                                 | Базилика Святого Стефана |
| 3 | Opera                                    | 8                | 70, 78 105, 210, 210B                                | Венгерский оперный театр, Divatcsarnok, Új Színház (Новый театр)                                                                                  |
| 4 | Oktogon                                  | 7                | 4, 6 105, 210, 210B                                  | Театр оперетты, Mikroszkóp, Miklós Radnóti |
| 5 | Vörösmarty utca                          | 6                | 73, 76 105, 210, 210B                                | Венгерский университет изобразительных искусств, Кукольный театр, Лист, Ференц (памятные места), Музыкальная академия Ференца Листа, Дом террора, |
| 6 | Kodály körönd                            | 5                | 105, 210, 210B                                       | Kodály Zoltán Emlékmúzeum és Archívum |
| 7 | Bajza utca                               | 4                | 105, 210, 210B                                       | Hopp Ferenc Ázsiai Művészeti Múzeum |
| 8 | Hősök tere                               | 3                | 72, 75, 79 20E, 30, 30A, 105, 210, 210B, 230         | Музей изобразительных искусств, Мючарнок, Városligeti Műjégpálya, Ötvenhatosok tere                                                               |
| 9 | Széchenyi fürdő                          | 2                | 72                                                   | Купальня Сеченьи, Парк Варошлигет, Зоопарк и ботанический сад                                                                                     |
| 11 | Mexikói út                               | 0                | 1, 1A, 3, 69 74, 74A, 82 25, 32, 225                 | Szőnyi úti Stadion |

[1] — автобус-экспресс в международный аэропорт им. Ференца Листа.  — трамвай  — автобус  — троллейбус

### Тарифы, оплата проезда и штрафы
В 2019 году пассажирам предлагается широкий диапазон тарифов, в том числе суточные, трехдневные или недельные абонементы, а также наборы билетов на выбор. Будапештский метрополитен — «свободная система» без барьеров или подобных устройств на входе в метро, однако штрафы за безбилетный проезд в Венгрии довольно высоки и на платформах или при выходе со станций контролёры проверяют у большинства пассажиров проездные документы. Иногда проверки билетов проводятся в вагонах метропоездов. Путеводители по венгерской столице и памятки пассажирам рекомендуют сохранять проездные документы до окончания поездки и выхода со станции.
Интерактивные автоматы по продаже проездных билетов и кассы расположены на всех станциях и приобрести билет русскоговорящему туристу не составит никакого труда, поскольку во всех «билетоматах» доступно «русское меню», а в кассах имеются рекламные буклеты и тарифные листки, в том числе на русском и английском языках. Минимальная стоимость полного регулярного билета в 2019 году составляет 350 форинтов, который действует после компостирования 80 минут днём и 120 минут ночью.
Билет возможно использовать для поездки в указанный на нём период времени на всех линиях метрополитена с пересадками, а также для одной непрерывной поездки (без пересадок) в пределах административных границ Будапешта на поездах железнодорожной системы  HÉV, линии: H5, H6, H7, H8, H9 или городских троллейбусах маршрутов: 1-99, 101—299, 900—999, также в пределах административных границ Будапешта.

### Трансфер в аэропорт
При выходе со станции Деак Ференц тер (линии М1, М2 и М3) можно пересесть на автобус-экспресс  100E , а при выходе с конечной станции линии М3 Кёбанья-Кишпешт на автобус-экспресс  200E , которые следуют до Международного аэропорта им. Ференца Листа.
На время второго этапа реконструкции линии M3 (с 6 апреля 2019 года по 24 августа 2020 года) конечная остановка автобуса № 200Е перенесена к станции Надьварад тер.
Стоимость проезда на автобусах-экспрессах № 100Е в 2019 году составляет 900 форинтов, на автобусах № 200Е — 350 форинтов за одного взрослого пассажира на одну поездку. Если у вас есть действующий железнодорожный билет MÁV-START Zrt., то возможно приобрести билет на автобус  200E  дешевле. Дороже обходится приобретение билетов не в автомате или кассе, а у кондуктора или водителя в начале своей поездки.

## Подвижной состав

### Вагоны линии М1
В 1896 году для запуска метрополитена в Будапеште было закуплено и введено в эксплуатацию 20 метровагонов, произведённых компанией «Siemens & Halske», 10 из которых были окрашены в коричневый цвет и эксплуатировались венгерским обществом BKVT. Остальные 10 поездов принадлежали компании BVVV.
Метровагоны несколько раз капитально ремонтировали и модернизировали в период с 1924 по 1938 годы. Были установлены более мощные электродвигатели (44,13 кВт), полностью заменены и модернизированы тележки, установлены раздвижные двери.
В начале 1970-х годов М1 подверглась глубокой реставрации, которая затронула не только станции и линию, но и подвижной состав. С 1971 года на линию вышли поезда венгерского производства, произведённые на предприятии Ganz-MÁVAG. Они достигали максимальной скорости 60 километров в час. Это 3-секционные сочленённые вагоны с четырёхосными тележками оригинальной конструкции. Вагоны имеют длину 29,56 метра, ширину — 2,35 метра и весят 36,96 тонны. Максимальная вместимость составляет 189 человек.
Первые два вагона (21-22) были выпущены в 1971 году, а последние два (42-43) — в 1987 году. Остальные вагоны (23-41) были построены в 1973 году. В 1995 году были заменены пассажирские сиденья (применены антивандальные и огнеупорные материалы), напольные покрытия, светильники и поручни. Была установлена сигнализация для связи между пассажирами и машинистом, чёрный ящик. Были заменены элементы рамы и тележки. Все поезда линии М1 окрашены в жёлтый цвет. Состав управляется одним машинистом, перейти из одного вагона в другой невозможно из-за особенностей низкопольной конструкции.
| Изображение  | Марка                                   | Производство     | Эксплуатация               |
| Действующие  | Действующие                             | Действующие      | Действующие                |
| ------------ | --------------------------------------- | ---------------- | -------------------------- |
|              | Метросостав Ganz-MÁVAG                  | 1971, 1973, 1987 | с 1973 года по наст. время |
| Исторические |                                         |                  |                            |
|              | Метровагон «Siemens & Halske». 1969 год | 1896 — 1960      | 1896 — 1973                |

### Вагоны на линиях М2, М3 и М4
В начале 1950-х годов было запланировано строительство новых линий метро, а для них нужен был новый подвижной состав. В 1951 году на заводе Ganz началось проектирование и создание нового подвижного состава на базе вагонов Мытищинского завода, для чего были приглашены специалисты из СССР. 25 июня 1953 года работы над опытным составом из вагонов типа Р1 и Р2 были закончены.
В 1954 году строительство Будапештского метро было приостановлено, после чего были прекращены и испытания поездов метро венгерского производства. Вагоны были отправлены в отстойник, где они простояли до 1970 года, после чего их разрезали. В 1963 году строительство Будапештского метро возобновилось, и на заводе Ganz в 80-е годы был спроектирован новый состав G2, который ходил на 3-й линии метро в 1990-е годы, но все остальные составы были закуплены в Советском Союзе, на Мытищинском вагоностроительном заводе, это вагоны метро типов Ев и 81-717/714.
Подвижной состав Будапештского метрополитена изначально состоял из вагонов типов Ев, Ев3, 81-717.2/714.2, 81-717.2М/714.2М. На 2018 год используются поезда типов 81-717.2К/714.2К, Alstom Metropolis, а также вагоны уменьшенной ширины и высоты местного производства на 1-й линии. В 2006 году с французской компанией Alstom был заключён договор на поставку вагонов модели Metropolis для замены вагонов типа Ев на 2-й линии и обеспечения подвижным составом 4-й линии.
10 июля 2012 года первый такой состав вышел на 2-ю линию с пассажирами, а в июне 2013 года последний состав из вагонов типа Ев был выведен из эксплуатации на 2-й линии. В общей сложности поставлено 44 состава (22 для 2-й линии и 22 автоматических состава для 4-й линии). Вагоны Ев3, 81-717.2/714.2, 81-717.2М/714.2М оставались в эксплуатации на 3-й линии до 2018 года. Сохранён 1 состав Ев3 и 1 состав 81-717.2/714.2.
В 2015—2018 годах старые советские метровагоны, сконцентрированные на линии М3, прошли капитальный ремонт и модернизацию на российском ОАО «Метровагонмаш» в Мытищах. Всего было обновлено 222 вагона, из которых: 185 типа 81-717/714, 10 типа 81-717/714.2M и 27 типа Ev3. Все работы были выполнены в срок и на смену старым моделям пришли обновлённые современные вагоны серии 81-717.2К/714.2К.
| Изображение  | Марка                         | Количество  | Остаток | Номера            | Поставка                              | Эксплуатация | Линии       |
| Действующие  | Действующие                   | Действующие | Действующие | Действующие       | Действующие                           | Действующие  | Действующие |
| ------------ | ----------------------------- | ----------- | --- | ----------------- | ------------------------------------- | ------------ | ----------- |
|              | Alstom Metropolis (AM4 и AM5) | 170         | новые вагоны | 410-579           | 2008-2012 (AM5-M2) 2012-2014 (AM4-M4) | 2012         | M2 и M4     |
|              | 81-717.2K и 81-714.2K         | 222         | продукт модернизации Ев3 и 81-717, 81-714 в мод. (официальная версия) венгерская версия вагонов 81-717.6/81-714.6 (другие источники) | 600-673 6000-6147 | 2016-2018                             | 2017         | M3          |
| Исторические |                               |             | |                   |                                       |              |             |
|              | Eв и EвА                      | 100         | нет данных | 100-199           | 1968-1972                             | 1969-2013    | M2          |
|              | Еv3                           | 95          | 27 модернизировано | 200-294           | 1975-1979                             | 1975-2018    | M2, M3      |
|              | 81-717, 81-714                | 186         | 185 модернизировано + 1 в депо | 300-362 3000-3122 | 1980-1991                             | 1980-2018    | M2, M3      |
|              | Ganz Hunslet G2               | 6           | нет данных | 400-405           | 1983                                  | 1991-1995    | M3          |
|              | 81-717.2M и 81-714.2M         | 10          | 10 модернизировано | 363-366 3123-3128 | 1998                                  | 2000-2017    | M2, M3      |

### Вагоны линии М3 российского производства
Метропоезда моделей 81.717.2К и 81-714.2К шестивагонной компоновки с возможностью кратковременного, длительностью до 40 минут, выхода из тоннелей на открытые участки линий, обслуживают  — самую длинную линию Будапештского метро с осени 2016 года. Проект 81.717.2К и 81-714.2К для венгерской столицы — это продукт глубокой модернизации и капитального ремонта старых советских метровагонов, работавших на 2-й и 3-й линиях Будапештской подземки с начала 1980-х годов. По состоянию на конец марта 2019 года, Budapesti Közlekedési Zrt. имеет 37 шестивагонных поездов данной модели, которые базируются в депо Кёер.

#### Салон
Окна кузова выполнены из «травмобезопасных стекол». Работа дверей сопровождается звуковой и световой сигнализацией, а движение состава возможно лишь при закрытом их положении. Двери также оборудованы оригинальной системой защиты от зажатия с возможностью многократного автоматического открывания. В салоне установлены современные «вандалостойкие диваны», расположенные вдоль стенок вагона. Имеются откидные сиденья, что позволяет разместить коляски с маломобильными пассажирами. Освещение смонтировано из светоизлучающих диодных линий, не требующих обслуживания.

#### Кабина машиниста
Лобовые стёкла кабины изготовлены из многослойного травмобезопасного стекла и оснащены обогревом. Для машиниста устанавливается кресло, оборудованное пневматической рессорой и одно откидное жёсткое дополнительное сиденье. Есть установка климатического контроля. Все ключевые элементы управления составом находятся на расстоянии вытянутой руки, — компоновка приборов по современному эргономична.

#### Особенности конструкции
Вагоны предназначены для эксплуатации на подземных линиях. Асинхронный тяговый привод, безреостатный пуск и наличие рекуперации делают эксплуатацию метровагонов более безопасной. Установить любую сертифицированную производителем систему автоведения поезда довольно просто, процесс установки должен занимать не более одного дня. Двойное подвешивание тележек обеспечивает плавный ход поезда, а мощные и малошумные двигатели Hitachi делают поездку для пассажира комфортнее и быстрее.

#### Краткие технические данные
| Параметр                                      | 81-717.2 | 81-714.2К |
| --------------------------------------------- | -------- | --------- |
| Количество мест для сидения, шт.              | 40       | 42        |
| Ширина дверного проема, мм                    | 1208     | 1208      |
| Конструкционная скорость, км/ч                | 90       | 90        |
| Мощность тяговых двигателей, кВт              | 4х120    | 4х120     |
| Длина вагона по торцам головок автосцепок, мм | 19 512   | 19 210    |
| Ширина вагона, мм                             | 2 670    | 2 670     |
| Высота, мм                                    | 3 650    | 3 650     |
| Масса вагона (тара), т                        | 34       | 33        |
| Срок службы, лет                              | 30       | 30        |

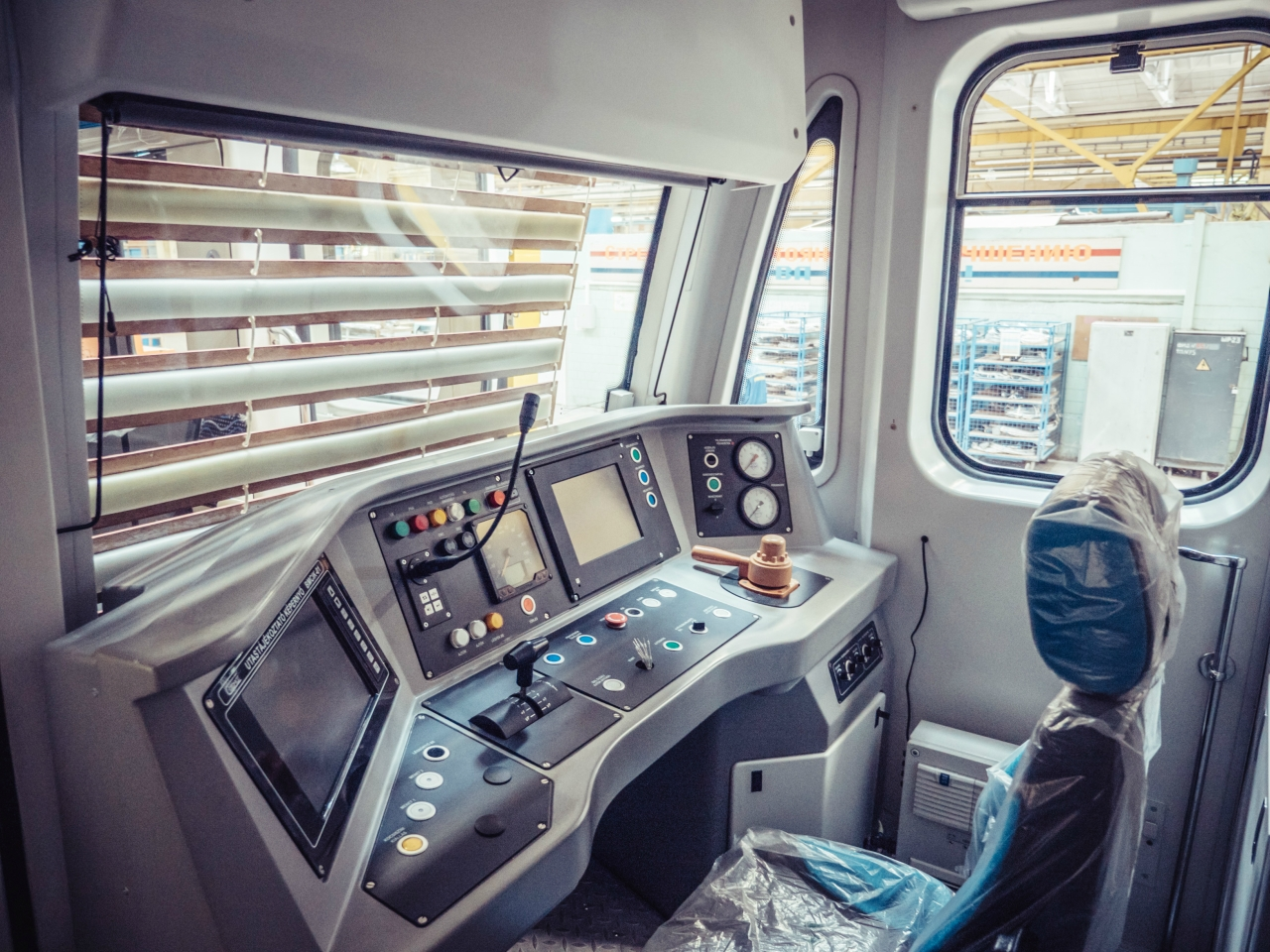
Кабина машиниста 81-717.2К
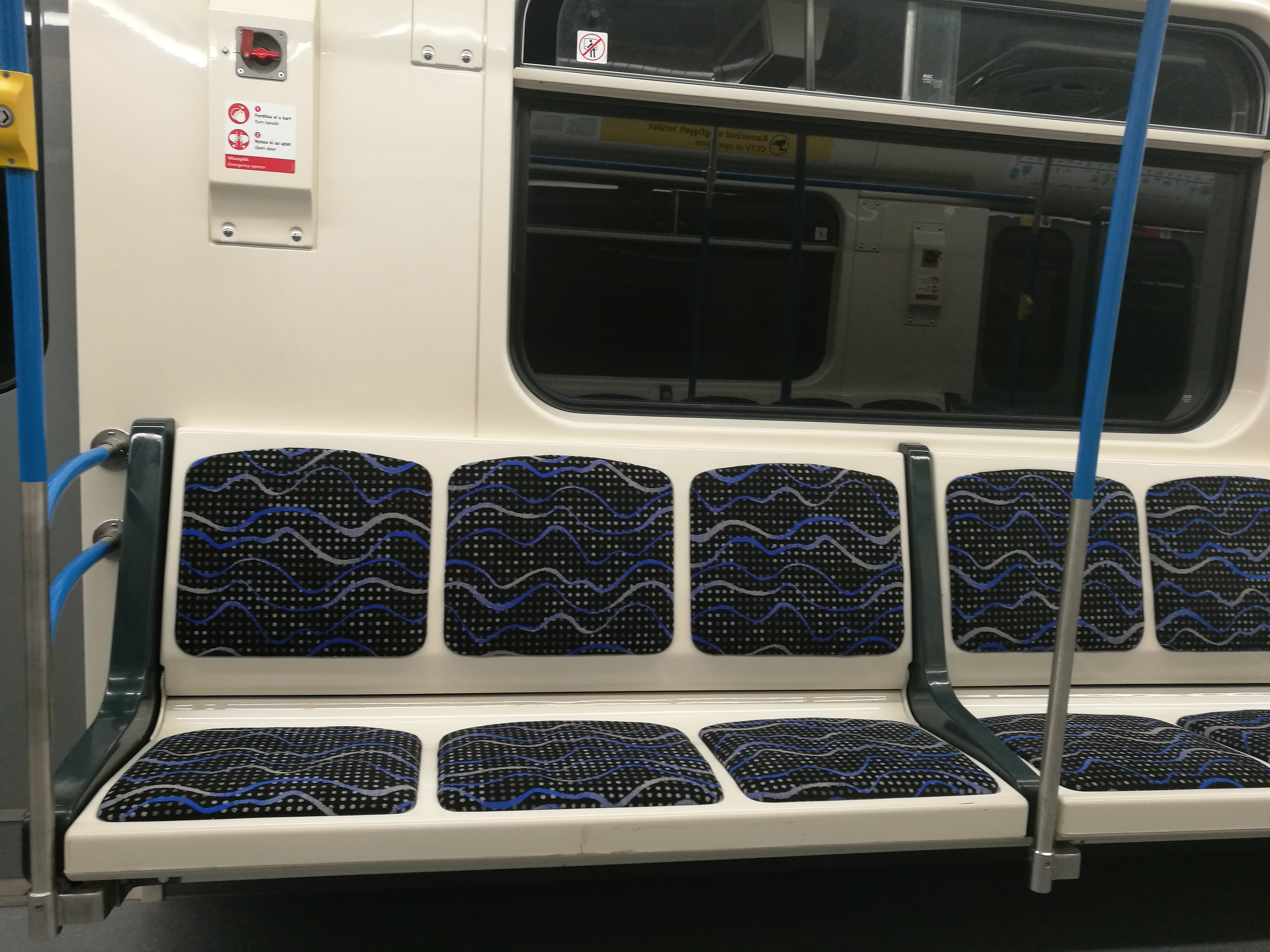
Новые сиденья 81.717.2К
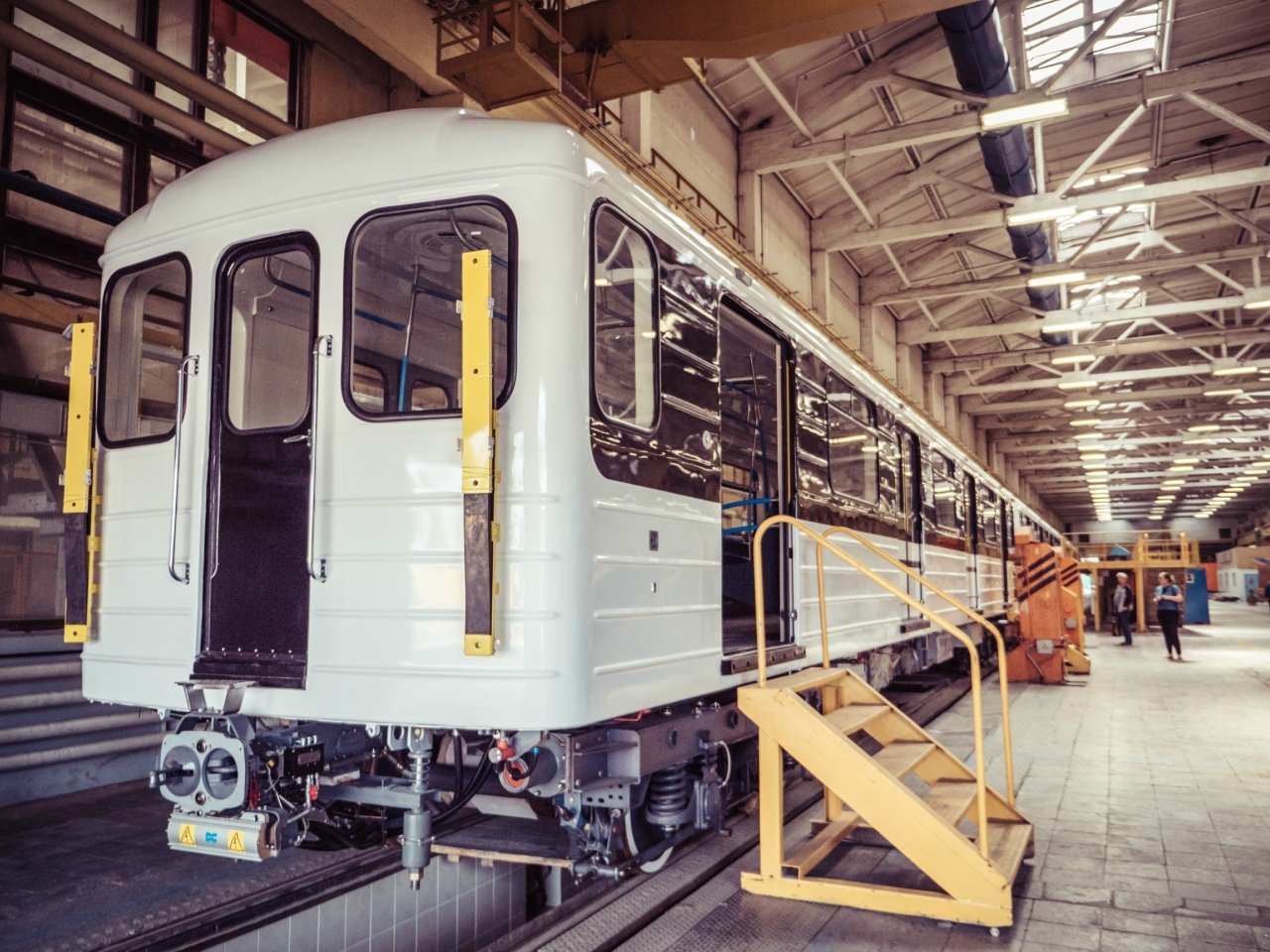
Промежуточный модернизированный вагон
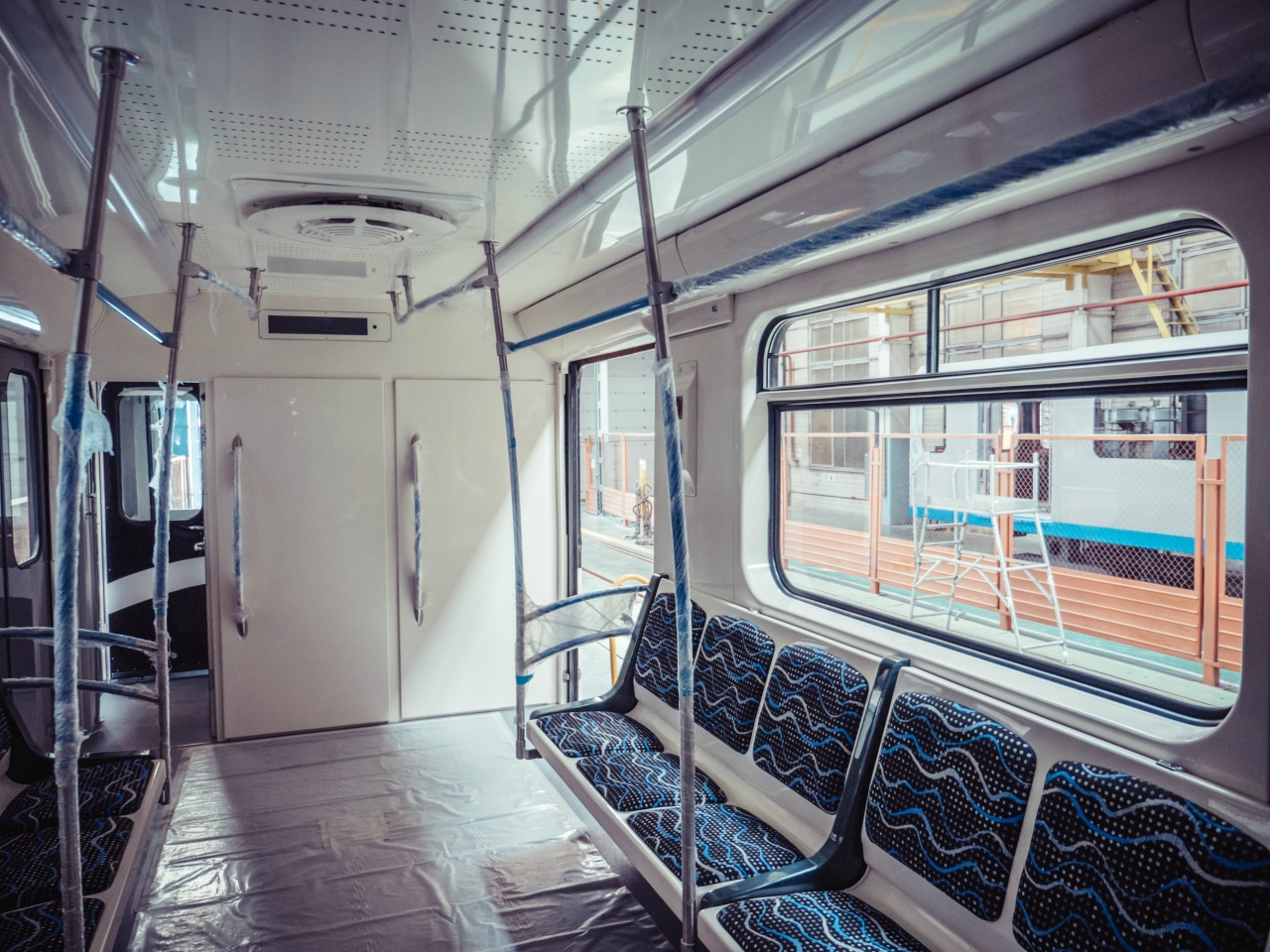
В салоне метровагона 81-717.2К

## В кинематографе
Метро Будапешта пользуется успехом у деятелей искусства на протяжении всего своего существования. В столичной подземке были сняты многие игровые и документальные фильмы. Наиболее известны «Контроль» (венг. Kontroll) 2003 года режиссёра Нимрода Антала, получивший престижную премию «Особый взгляд» на Каннском кинофестивале и приключенческий фильм «Другой мир» (англ. Underworld), снятый режиссёром Леном Уайзманом в 2003 году.

## В компьютерных играх
Весь Будапештский метрополитен был воссоздан в игре BVE. Станция Vörösmarty tér и весь пересадочный пункт Deák Ferenc tér воссозданы в Counter-Strike. Линия М2 воссоздана также и в Trainz Railroad Simulator. В OpenBVE созданы все 4 линии метро.
В дополнении (моде) «Metrostroi Subway Simulator» к игре «Garry’s Mod» в Steam есть вымышленная линия М5 и участок реальной линии М3 Будапештского метрополитена, главным образом функционирующие в виде аддонов в Steam Workshop и разработанные, как правило, «игроками-энтузиастами». Дополнение отличается от других компьютерных симуляторов поезда высокой реалистичностью.

### Комментарии
1. ↑  В середине 1920-х годов система электроснабжения линии подверглась реконструкции. Было заменено тяговое электрооборудование вагонов, введена в строй новая электроподстанция. Изменилось рабочее напряжение с 350 до 550 вольт постоянного тока.
2. ↑  Включая одноимённые железнодорожные станции и три старейших железнодорожных вокзала Будапешта
3. ↑  Штрафы за безбилетный проезд в Венгрии колеблются от 8 000 до 32 500 форинтов. Если Вы на момент проверки предъявляете контролёру билет без отметки валидатора о начале поездки (компостер), то это считается безбилетным проездом. Если вы ошиблись платформой направления, но уже закомпостировали билет, то следует приобретать новый. Штраф можно оплатить на месте либо в 4 специализированных сервисных центрах Будапешта. Чем позднее оплачиваете штраф, тем он дороже вам обойдётся.[18]
4. ↑  По официальным данным на 2018-2019 годы[23].
5. ↑  Для венгерского рынка

## Статьи и публикации
- Гутников В. А. Развитие метрополитена в крупнейших агломерациях мира // Градостроительство : журнал. — 2016. — № 5(45). — С. 57—72. — ISSN 2218-8762.
- Анастасия Кухаренко. Метро Будапешта – первое метро на материковой Европе // «Подземный эксперт» : информационный портал. — 2015. — 25 июля.